# Gebrauchstauglichkeit (Bauwesen)
Im Bauwesen beschreibt der Begriff Gebrauchstauglichkeit (auch Gebrauchsfähigkeit) die Eigenschaft eines Bauwerks, die uneingeschränkte Nutzung für den vorgesehenen Zweck zu gewährleisten. Zusammen mit den Eigenschaften Sicherheit, Zuverlässigkeit und Verfügbarkeit bildet sie die grundlegenden Säulen des konstruktiven Ingenieurbaus. Die Anforderungskriterien werden in bauaufsichtlich eingeführten Regelwerken, wie etwa in Normen und speziellen Zulassungen, festgelegt. Diese Regelwerke werden ständig an den Stand der Technik und an veränderte Anforderungen angepasst.

## Merkmale
Bei der Bemessung von Bauteilen und Tragwerken von Bauwerken mit Hilfe der statischen Berechnung muss zunächst die Forderung hinsichtlich der Tragfähigkeit erfüllt werden. Darüber hinaus ist die Gebrauchstauglichkeit nachzuweisen.
Hinsichtlich der Gebrauchstauglichkeit hieß es in der ehemaligen Norm DIN 1055-100 (zurückgezogen und ersetzt durch DIN EN 1990/NA:2010-12):

„Ein Bauwerk muss so entworfen und ausgeführt werden, dass es während der vorgesehenen Nutzungsdauer neben seiner Tragfähigkeit auch seine Gebrauchstauglichkeit und Dauerhaftigkeit bei angemessenem Unterhaltungsaufwand behält“

Der Nachweis ist erforderlich, da die Grenzzustände der Tragfähigkeit und der Gebrauchstauglichkeit nicht proportional verlaufen. Das bedeutet, dass beispielsweise ein Deckenbalken eine ausreichende Tragfähigkeit aufweist, die Ansprüche in Bezug auf die maximale Durchbiegung jedoch nicht erfüllt werden. Die Anforderungen an das Bauteil sind daher in der Regel höher, als für den Tragfähigkeitsnachweis alleine erforderlich wäre.
Typische Anforderungen an die Gebrauchstauglichkeit sind Rissbreitenbeschränkungen, Wasserdichtigkeit sowie Verformungs- oder Schwingungsbegrenzung.

## Anforderungen
Bezüglich der Gebrauchstauglichkeit eines Bauwerkes sind folgende Anforderungen zu stellen:
- einwandfreie Funktion des gesamten Bauwerkes
- Wohlbefinden der Personen, die zur planmäßigen Nutzung des Bauwerkes gehören
- Erscheinungsbild in optisch einwandfreiem Zustand

Sind einer oder mehrere dieser genannten Punkte nicht erfüllt, so ist die Gebrauchstauglichkeit nicht oder nicht mehr gegeben.

## Grenzzustände der Gebrauchstauglichkeit
Der Grenzzustand der Gebrauchstauglichkeit (kurz: GZG oder SLS für engl. serviceability limit state) ist erreicht, wenn die oben genannten Anforderungen nicht mehr erfüllt werden können. Dieser Grenzzustand wird aufgrund folgender Ursachen erreicht:
- Verlust des statischen Gleichgewichtes
- übermäßige Verformungen
- Materialermüdung
- plötzliches Materialversagen

## Normen und Standards
- DIN 1055-100 – Grundlagen der Tragwerksplanung – Sicherheitskonzept und Bemessungsregeln
- DIN EN 1990 – Grundlagen der Tragwerksplanung (12-2010) in Verbindung mit DIN EN 1990/NA – Nationaler Anhang (12-2010)